# Lovero
Lovero (Lùar in dialetto valtellinese) è un comune italiano di 622 abitanti della provincia di Sondrio in Lombardia, situato ad est del capoluogo di provincia.

## Società

### Evoluzione demografica
Abitanti censiti

## Amministrazione
| Periodo        | Periodo        | Primo cittadino       | Partito      | Carica  | Note  |
| -------------- | -------------- | --------------------- | ------------ | ------- | ----- |
| 14 giugno 2004 | 6 giugno 2009  | Dino Ezio Parravicini | Lista civica | Sindaco | [ 6 ] |
| 7 giugno 2009  | 25 maggio 2014 | Annamaria Saligari    | Lista civica | Sindaco | [ 6 ] |
| 25 maggio 2014 | 26 maggio 2019 | Annamaria Saligari    | Lista civica | Sindaco | [ 6 ] |
| 26 maggio 2019 | 9 giugno 2024  | Annamaria Saligari    | Lista civica | Sindaco | [ 6 ] |
| 9 giugno 2024  | in carica      | Annamaria Saligari    | Lista civica | Sindaco | [ 6 ] |